# 사카시타 히로유키
사카시타 히로유키(일본어: 坂下 博之, 1959년 5월 6일 ~ )는 일본의 전 축구 선수이다.

## 국가대표팀 경력
그는 1980년 FIFA 월드컵 예선에 참가할 일본 국가대표팀에 발탁되었으며, 12월 28일 홍콩와의 경기에서 데뷔했다.

## 통계
| 일본 | 일본 | 일본 |
| 연도 | 출전 | 득점 |
| ---- | ---- | ---- |
| 1980 | 1    | 0    |
| 통산 | 1    | 0    |